# Давид-Городок
Дави́д-Городо́к (бел. Давы́д-Гарадо́к) — город (с 1940) в Столинском районе Брестской области Беларуси. Численность населения — 5 658 человек (на 1 января 2025 года). Второй по величине город в Столинском районе. Расположен на автодороге Р88 Житковичи — Давид-Городок — граница Украины (Верхний Теребежов).
Давид-Городком стал называться в XVII веке. Больше двухсот лет принадлежал магнатам Радзивиллам.

## Геральдика
22 января 1796 года (Закон № 17435) утверждён герб местечка Давыд-Городка (вместе с другими гербами Минского наместничества).
«В верхней части щита герб Минский. В нижней — в чёрном поле река Припять, на берегу коей серебряная пристань с двумя воротами и с пристающим золотым судном, нагруженная товаром, в трёх тюках связанным»
Герб Давид-Городка утверждён решениями Давид-Городокского городского Совета депутатов и Давид-Городокского городского исполнительного комитета от 28 июня 1997 года. Зарегистрирован в Гербовом матрикуле Республики Беларусь 1 декабря 1997 года № 10:
«в чёрном поле „русского“, или „французского“, щита река Горынь, на берегу которой серебряная пристань с двумя воротами, к ней пристаёт золотое судно с тюками товаров».

## География
Давид-Городок расположен на реке Горынь примерно в 14 километрах от её впадения в р. Припять.

## История
Город возник в XII веке. Его археологически исследовали Р. Якимович в 1937—1939 годах и П. Ф. Лысенко в 1967 году. Детинец, окруженный валами, расположен на мысу. Культурный слой детинца имеет мощность до 3,5 м. Внутри крепости выявлена уличная планировка. Усадьбы жителей огорожены частоколами, дворы вымощены дощатыми настилами. Открыто несколько уличных мостовых. Все постройки — наземные срубы площадью до 20 м². В жилищах исследованы развалы глинобитных печей. Открыта срубная деревянная церковь. Наиболее ранние исследованные постройки детинца относятся к 60-м годам XII века (дендрохронологическая датировка).
В списке середины XVII века в составе Киево-Печерский патерик под редакцией Иосифа Тризны имеется комплекс Туровских уставов, в состав которого входит уставная грамота о поставлении Туровской епископии, согласно которой князь великий киевский Василий (Владимир Святославич) в лето 6513 (1005) года придал Туровской епископии вместе с другими городами и Городок.
Польские авторы М. Марчак и Р. Хорошкевич считали, что Давид-Городок возник только в конце XIV столетия, и тогда же, на их взгляд, и закрепилось название города — оно, мол, пошло от имени Давида Городецкого.
Основателем города считается владимир-волынский князь Давыд Игоревич, которому после съезда князей в Витачеве (1100) принадлежало также и Погорынье, именно в честь него город и получил имя. Местность вокруг Давид-Городка принадлежала сначала управлялась напрямую из Киева, затем отошла к Волынскому княжеству. В XII—XIII веках — центр удельного княжества, потом город оказался в составе Великого княжества Литовского. В 1509 году входил в состав Пинского княжества.
В середине XVI века польский король Сигизмунд II Август пожаловал местечко магнату Николаю Радзивиллу (Чёрному), причём в 1558 году пожалование было подтверждено грамотой. В 1586 году из этого имения была образована Давид-Городокская ординация (то есть майорат: владение, переходящее в порядке наследования к старшему в роде или к старшему из сыновей), утверждённая польским королём Стефаном Баторием. Последний из ординатов, Кароль-Николай Радзивилл, в 1947 году эмигрировал в ЮАР.
В 1648—1650 годах на фоне восстания Хмельницкого горожане и селяне окрестных населённых пунктов подняли вооружённое Давид-Городокское восстание против шляхты, возглавляемое войтом И. Богдашевичем. Повстанцы громили имения магнатов, шляхты и католического духовенства, сохраняя контроль над округой на протяжении двух лет. В 1650 году восстание было придушено войсками Речи Посполитой.
Во время русско-польской войны 1654—1667 годов на подступах к городу отряд воеводы князя Д. А. Волконского встретил 16 сентября 1655 года литовское войско. Волконский разбил литовцев и начал осаду города. В результате боёв Давид-Городок оказался охваченным огнём и выгорел.
После второго раздела Речи Посполитой в 1793 году отошёл к России и стал центром уезда Минской губернии. Жители местечка вышли из крепостной зависимости и приписаны в мещане были ещё в 1836 году. При местечке действовала пристань на реке Горыни, на которой в 1860 году грузилось на 12 судах и 6 плотах 27 835 пудов товара на 11 153 рублей.
По состоянию на 1865 год, в Давид-Городке насчитывалось 3566 жителей обоего пола, 2 православные церкви, католический костел, 3 еврейские молитвенные школы, 629 дворов, кирпичный и пивоваренный заводы.
Советская власть в Давид-Городке была установлена в ноябре 1917 года. В 1918—1920 годах Давид-Городок был оккупирован немецкими, а позднее — польскими войсками; с 1921 по 1939 год входил в состав Польши.
Город вошёл в состав Белорусской ССР в сентябре 1939 года. C 1940 получил статус города; с января 1940 года Давид-Городок — центр Давид-Городокского района Пинской области Белорусской ССР (район упразднён 19 января 1961 года).
7 июля 1941 года Давид-Городок был оставлен Красной Армией и оккупирован немецко-фашистскими войсками. Освобождён 9 июля 1944 года войсками 1-го Белорусского фронта в ходе Белорусской стратегической наступательной операции.
В 1937—1938 годах были произведены раскопки детинца Давид-Городка. Обнаружены остатки срубных жилых домов и хозяйственных построек — Зарубинецкое селище, бревенчатых уличных мостовых, деревянной часовни; множество фрагментов глиняных сосудов (некоторые имели клеймо мастера). Найдены были деревянные поделки (например, орнаментированные спиральными узорами навершия булав из кленового дерева, гребни с циркульным орнаментом и так далее), костяные шилья, спицы для плетения сетей, а также многочисленные поделки из железа и бронзы. Находки стеклянных браслетов и шиферных пряслиц подтверждают городской характер поселения Давид-Городка в XI—XII веках. Раскопками Р. Якимовича в 1937—1938 и П. Ф. Лысенко в 1967 году вскрыты остатки срубных жилищ, деревянной церкви, деревянных мостовых, несколько богатых погребений. Найдено много изделий из дерева, кости, железа, бронзы, стекла, а также обломки глиняных сосудов.

## Население
Численность населения — 5 658 человек (на 1 января 2025 года).
| Численность населения:                                                                          |
| Графики недоступны из-за технических проблем. См. информацию на Фабрикаторе и на mediawiki.org. |

| Год       | 1897  | 1931   | 1959  | 1970  | 1979  | 1989  | 2001  | 2011  | 2018  | 2020  | 2023   | 2024 | 2025   |
| --------- | ----- | ------ | ----- | ----- | ----- | ----- | ----- | ----- | ----- | ----- | ------ | ---- | ------ |
| Население | 7 800 | 11 701 | 9 227 | 7 068 | 7 894 | 7 700 | 7 220 | 6 460 | 5 851 | 5 917 | ▼5 774 |      | ▼5 658 |

| Национальный состав по переписи 1959 года | Национальный состав по переписи 1959 года | Национальный состав по переписи 1959 года | Национальный состав по переписи 1959 года | Национальный состав по переписи 1959 года | Национальный состав по переписи 1959 года | Национальный состав по переписи 1959 года | Национальный состав по переписи 1959 года | Национальный состав по переписи 1959 года | Национальный состав по переписи 1959 года | Национальный состав по переписи 1959 года |
| Всего (1959)                              | белорусы                                  | белорусы                                  | русские                                   | русские                                   | украинцы                                  | украинцы                                  | евреи                                     | евреи                                     | поляки                                    | поляки                                    |
| ----------------------------------------- | ----------------------------------------- | ----------------------------------------- | ----------------------------------------- | ----------------------------------------- | ----------------------------------------- | ----------------------------------------- | ----------------------------------------- | ----------------------------------------- | ----------------------------------------- | ----------------------------------------- |
| 9227                                      | 8579                                      | 92,98 %                                   | 438                                       | 4,75 %                                    | 134                                       | 1,45 %                                    | 33                                        | 0,36 %                                    | 25                                        | 0,27 %                                    |
| Национальный состав по переписи 2009 года |                                           |                                           |                                           |                                           |                                           |                                           |                                           |                                           |                                           |                                           |
| Всего (2009)                              | белорусы                                  | белорусы                                  | цыгане                                    | цыгане                                    | русские                                   | русские                                   | украинцы                                  | украинцы                                  |                                           |                                           |
| 6573                                      | 6283                                      | 95,59 %                                   | 163                                       | 2,48 %                                    | 76                                        | 1,16 %                                    | 34                                        | 0,52 %                                    |                                           |                                           |

В 2017 году в Давид-Городке родилось 67 и умерло 82 человека. Коэффициент рождаемости — 11,4 на 1000 человек (средний показатель по району — 13,4, по Брестской области — 11,8, по Республике Беларусь — 10,8), коэффициент Уровень рождаемости в Давид-Городке немного выше, чем в Столине, уровень смертности — почти вдвое выше.

## Экономика
Крупнейшее промышленное предприятие города — ОАО «Давид-Городокский электромеханический завод» (460 сотрудников; производит электрические паяльники, обогреватели, звонки, приводы для СВЧ-печей и других приборов, комплектующие к холодильникам «Атлант»). Действует также хлебозавод — филиал ОАО «Берестейский пекарь».
Кинотеатр «Заря».

## Транспорт

### Велодвижение
Городскими властями была создана сеть веломаршрутов по основным улицам.
В 2017 году появилась велополоса на проезжей части — вторая в Беларуси после Полоцка..

## Еврейская община
В 1521—1551 годах Давид-Городок являлся владением польской королевы Боны Сфорца. При благоприятствовании с её стороны в Давид-Городок и окрестности начали приезжать и селиться евреи из Западной Европы. Они занимались ремёслами и торговлей.
В Великом княжестве Литовском евреи пользовались значительными льготами в экономической сфере, имели своё самоуправление — жили Кагалом, исповедовали иудаизм. Так было и в Давид-Городке. Здесь был свой раввин, действовали две синагоги, еврейские школы. Правовое положение евреев было узаконено в Конституции 1588 года.
В 1920—1930-х годах евреи Давид-Городка жили по центральной Юрьевской (сейчас Советской) улице в домах с выходом прямо на улицу.
После прихода советской власти евреи принимали активное участие на выборах в местные органы власти.
В период немецко-фашистской оккупации в Давид-Городке было создано гетто для местных евреев, впоследствии почти все они были убиты.

## Образование
В состав системы образования входит 2 средние школы. Есть детские сады. В городе есть библиотека.

## Культура
- Дом культуры
- Музей истории города Давид-Городка[27] — филиал учреждения культуры «Столинский районный краеведческий музей»

## События и мероприятия
- В 2017 году прошёл областной фестиваль «Дажынкi»

### «Коники»
Народный праздник «Коники» проходит в ночь с 13 на 14 января. «Коники» — главное событие года Костюмы могут быть разными. В основе — образ коня..

## Достопримечательности
- Замчище (Замковая гора). Городище (XII—XIV вв.)
- Грунтовый могильник, селение железного века, времён Руси и позднего Средневековья — археологические памятники — около города
- Георгиевская церковь — деревянная, конец XVII — начало XVIII века
- Казанская церковь — 1913 г.
- Костёл Божьего Тела (1935—1936)
- Старое русло реки Горынь в Давид-Городке

### Памятник, скульптура
- Памятник В. И. Ленину
- Памятник-вертолёт Ми-2Т
- Памятный крест на месте Воскресного храма
- Памятник воину-освободителю
- Памятник из каменной глыбы с надписью «Отсюда есть пошёл городок Давыда XII век». Обозначает, что город исторически начинался с этого места, где находится камень
- Памятный знак в виде якоря на постаменте о судостроителях и работниках речного флота
- Памятник князю Давиду

## Галерея
- Костёл Божьего Тела
- Костёл Божьего Тела (1936)
- Георгиевская церковь
- Казанская церковь
- Ворота Казанской церкви

## В филателии и нумизматике
24 января 2003 года выпущена в обращение почтовая марка «Герб Давид-Городка» из серии «Гербы городов Беларуси».

## В кинематографии
Улицы города запечатлели в фильме по автобиографическому роману писателя Георгия Марчука «Цветы провинции».